# Denisse de Kalafe
Denisse de Kalafe (Ponta Grossa, 11 de junho de 1949) é uma cantora mexicana-brasileira. tendo sido a vocalista da banda "De Kalafe e A Turma, na metade dos anos 60.                                    